# Fábio Wanderley Reis

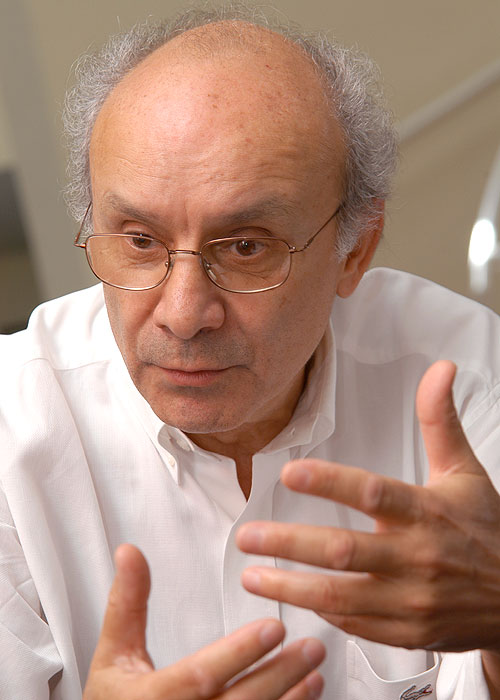
Professor Fábio Wanderley Reis em entrevista para o Boletim da UFMG, em 2008.

Fábio Wanderley Reis (Peçanha, 27 de dezembro de 1937) é cientista político brasileiro.
Lecionou durante toda sua carreira no Departamento de Ciência Política da Universidade Federal de Minas Gerais, do qual foi um dos fundadores, e tornou-se professor titular em 1981. Foi também presidente da Associação Nacional de Pós-Graduação e Pesquisa em Ciências Sociais, pesquisador visitante no Helen Kellogg Institute for International Studies da Universidade de Notre Dame e no Cebrap, e professor visitante na USP.
Em 1997, tornou-se professor emérito da Universidade Federal de Minas Gerais.

## Formação acadêmica e titulação
Em 1956, Fábio Wanderley Reis ingressa no extinto curso de Sociologia e Política e Administração Pública da Faculdade de Ciências Econômicas (FACE) da UFMG, graduando-se em 1959. Logo em 1957, é admitido como professor, lecionando disciplinas de Sociologia e Metodologia a partir de 1958.
Em 1962, faz parte do grupo de recém-formados mineiros que recebe bolsa de estudos da Unesco para a realização de Pós-Graduação em Sociologia na Faculdade Latino-Americana de Ciências Sociais (FLACSO), onde obtém, em 1963, o título de Especialista em Sociologia com trabalho intitulado Subdesenvolvimento, Modernismo e Tradicionalismo Agrários.
Em 1967, recebe uma bolsa de estudos da Fundação Ford para realização de pós-graduação na Universidade Harvard. Em 1970, obtém o grau de Mestre em Ciência Política e, em 1974, sob orientação de Samuel Huntington, recebe o título de Doutor em Ciência Política com a tese Political Development and Social Class: Brazilian Authoritarianism in Perspective.
Em 1981, torna-se professor titular de Ciência Política da Faculdade de Filosofia e Ciências Humanas da Universidade Federal de Minas Gerais com a tese Política e Racionalidade: Problemas de teoria e método de uma sociologia crítica da política.

## Livros
- Tempo Presente: Do MDB a FHC. Belo Horizonte: Ed.UFMG, 2002.
- Mercado e Utopia: Teoria Política e Sociedade Brasileira. São Paulo: Ed.USP, 2000.
- Política e Racionalidade: Problemas de Teoria e Método de uma Sociologia Crítica da Política. 2a. ed. Belo Horizonte: Ed.UFMG, 2000.
- REIS, Fábio W. & O'DONNELL, Guillermo (orgs.). A Democracia no Brasil: Dilemas e Perspectivas. São Paulo: Vértice, 1988.
- REIS, Fábio W. (org). Os Partidos e o Regime: A Lógica do Processo Eleitoral Brasileiro. São Paulo: Símbolo, 1978.

## Prêmios recebidos
- 1981 - medalha comemorativa do 30o aniversário da fundação do CNPq, Conselho Nacional de Desenvolvimento Científico e Tecnológico (CNPq).
- 1985 - melhor obra científica, pelo volume Política e Racionalidade, Associação Nacional de Pós-Graduação e Pesquisa em Ciências Sociais.
- 1987 -medalha Santos Dumont, Governo do Estado de Minas Gerais.
- 1995 - comendador, Ordem Nacional do Mérito Científico, Presidência da República.
- 1997
  - Medalha Comemorativa do Centenário de Rui Barbosa, Casa de Rui Barbosa, Ministério da Cultura.
  - Grande Medalha da Inconfidência, Governo do Estado de Minas Gerais.
  - Professor Emérito, Faculdade de Filosofia e Ciências Humanas da UFMG.
- 2002 - Grã-Cruz, Ordem Nacional do Mérito Científico, Presidência da República.
- 2006 - Homenagem do Centro Acadêmico de Ciências Sociais da UFMG.